# 又井健太
又井 健太 (またい けんた、1979年- ) は、日本の小説家、ノンフィクション作家。

## 来歴
北海道生まれ、在住。北海道札幌南高等学校、慶應義塾大学商学部卒。
大手映像関連企業を10か月で退社後、テレビドラマのAD、ミュージックビデオAD、アダルトビデオ制作、バーテンダー、ホスト、コールセンター派遣社員、ロンドン日本料理屋店員、アムステルダムIT企業社員など20種近くの職業を経験。
学生時代も含め、渡航したことのある国は47か国におよぶ。
2005年頃より、WEBマガジン「フリースタイルライフ」上で"雑魚ゾンビ"名義で「さらばガリ勉の日々よ」を連載。その後世界放浪を経て、2011年『新小岩パラダイス』で第3回角川春樹小説賞を受賞し、小説家としてデビューした。
ノンフィクションは「高崎ケン」名義で執筆している。

## 作品

### 又井健太　名義
- 『新小岩パラダイス』（角川春樹事務所 2011/10/4 ISBN 978-4758411813　※文庫版帯文:堀井新太）
- 『阿佐ヶ谷ラプソディ』（角川春樹事務所 2013/1/10 ISBN 978-4758437158）
- 『お遍路ガールズ』（角川春樹事務所 2016/03/15 ISBN 978-4-75843990-9）
- 『アムステルダム・ヘブン』（河出書房新社 2017/5/25 ISBN 978-4-309-02570-4）
- 『レトロ雑貨夢見堂の事件綴』（朝日新聞出版 2019/4/5 ISBN 978-4022649225）

### 高崎ケン　名義
- 『ホスト裏物語』（彩図社 2007/08/28 ISBN 978-4-88392-609-1　※帯文:工藤澪、杉岡幸徳、中沢健、松田康志）
- 『ザ・ドロップアウト―偏差値70からの転落』（アルファポリス 2008/3/1 ISBN 978-4434116483）
- 『正社員からの転落―下流ライフ残酷物語』（アルファポリス 2009/10/1  ISBN 978-4434136405）
- 『アムステルダム 裏の歩き方』（彩図社 2009/10/24 ISBN 978-4883927128）
- 『アジア沈没旅行』（彩図社 2012/1/25 ISBN 978-4883928385）
- 『アムステルダム 裏の歩き方 最新版』（彩図社 2018/2/27 ISBN 978-4801302877）

### エッセイ
- 「現実と夢の間にある扉」（新刊ニュース 2011年11月号　トーハン 2011/11/1）
- 「歌声が恋しい」（月刊ジェイ・ノベル 2012年1月号　実業之日本社 2011/12/15）
- 「記憶に残る“心地よき旅"30!」（Fine 2014年6月号　日之出出版 2014/4/30）
- 「ヴィパッサナー瞑想体験」「ゴアの奇人たち」（『旅の賢人たちがつくったアジア旅行最強ナビ』　編:丸山ゴンザレス&世界トラベラー情報研究会　辰巳出版 2015/12/5 ISBN 978-4-7778-1588-3）

## 出演

### テレビ
- 「ノブナガ」（中部日本放送 2007/9/29）
- 「UHBスーパーニュース」（北海道文化放送 2011/6/23）
- 「週刊ブックレビュー」（NHK 2011/11/26）

### ラジオ
- 「ありがとう浜村淳です」（MBSラジオ 2007/10）（ありがとうファミリー劇場　ラジオドラマ『ホスト裏物語』）
- 「ほっかいどう元気びと」（HBCラジオ 2011/8/7）

### インターネットテレビ
- 「新小岩パラダイス　～オリラジ藤森＆狩野店長対決～」（Ustream 2012/4/12）[7]。

### 雑誌
- 『ランティエ』「特集 又井健太の世界」（角川春樹事務所 2011/10/1）
- 『公募ガイド』「賞と顔」（公募ガイド社 2011/10/9）
- 『小説トリッパー』「ブックトリップ　又井健太『新小岩パラダイス』」（朝日新聞出版 2011/12/16）
- 『NHKウイークリーステラ』「週刊ブックレビュー 特集又井健太が自作を語る」（NHKサービスセンター 2011/12/23）
- 『料理通信』「クリエイター・インタビュー 又井健太」（料理通信社 2012/3/1）[8]
- 『Popteen』「東京の下町“新小岩”でガチ売りパラダイス！」（角川春樹事務所 2012/7/1）[9]